# メリ夫
メリ夫（メリお）は、テレビ愛知が実施している「テレビ愛知エコキャンペーン」（協賛：県民共済愛知県生活協同組合・ミニミニ）のために企画されたマスコットキャラクターである。

## キャラクター設定
三河湾出身のスナメリの子供で、1歳になったばかりである。「うれしいメリ〜☆」といったように、語尾に「メリ」を付ける癖がある。
メリ夫には両親がいたが、父親はビニール袋を食べて死んでしまい、母親とは海が濁っていたためにはぐれてしまった。母親に会いたいがために二本足になり、二足歩行をするようになった。後述の『メリおっと!たいそう』のDVDに収録されている物語では、「迷子になって海辺に打ち上げられ、意識を失っていた時に夢の中に父親が出てきて、不思議な力で歩けるようにしてくれた」ということになっている。現在はテレビ愛知本社1階に住んでおり、母親との再会を夢見て三河湾を綺麗にする活動を続けている。
地上世界での友人は、いつも箒を手にしている赤い頭巾を被った少女「エコちゃん」と、いつも牛乳瓶の底のような眼鏡を掛けている体操服姿の謎の青年「たいそうマン」。好物はイカとクラゲ、そして名古屋市内にある一軒のベーカリーショップが個数限定で製造・販売しているメリ夫パン。尊敬する人物にガチャピンを挙げている。

## 出演
いずれもテレビ愛知のみで放送されるローカル番組またはローカルCMである。

### メリおっと!たいそう
メリ夫くんがエコちゃん（演：上釜美憂）やたいそうマン（演：宇佐美光基）たちとともに愛知県内各地の幼稚園や保育園へ出張し、園児たちと一緒に自身のキャラクターソングに合わせて体操をするミニ番組。2004年4月放送開始。放送時間は毎週月曜 - 金曜 8:00 - 8:05 (JST) 。
体操は、回によっては公開収録形式で行われることもある。体操の後には、公式ぬり絵に参加した子供たちの作品を紹介するコーナーや、メリ夫達が取材先の園児と触れ合う「メリ夫とあそぼ―」のコーナー、動物園や水族館の動物を紹介する「メリ夫くんのおともだち」のコーナーなどが放送される。かつては、メリ夫が番組からのプレゼントを当選者宅まで届けに行く「ぼくがいくメリ」のコーナー、ワガママ団という我侭な3人組が登場するクレイアニメ「メリ夫とワガママ団」の企画が存在した。
このミニ番組の平常放送時における実尺は8:01 - 8:03までの2分間だが、メリ夫が子供たちと一緒ににっぽんど真ん中祭りに参加した模様を放送する回では8:00:30 - 8:03:30までの3分間になる。どまつり開催翌々週の月曜から4日間の放送がこれに該当するケースが多い。

### 教えて!メリ夫くん
メリ夫が子供たちから寄せられた生物や自然に関する疑問・質問を解決すべく、その道の専門家たちの下を訪れて分かりやすく解説してもらうという内容のミニ番組。2006年1月から放送されていたが、2011年4月1日放送分をもって終了。以後は『教えて!メリ夫くんセレクション』と題して再放送されている。放送時間は毎週金曜 20:54 - 21:00 (JST) 、『メリ夫くんセレクション』の放送時間は『健康ワンダフル』の放送が無い週の金曜 8:00 - 8:05 (JST) 。
このミニ番組でメリ夫が登場する時に流れるBGMは、アニメ『ゲートキーパーズ』のオープニングテーマ「明日の笑顔のために」（松澤由美）の前奏部と終奏部である。

### メリおっと！
スナメリのメリ夫とエコちゃん、たいそうマンが大活躍!
動物園や水族館のいきものを紹介するコーナー「メリ夫くんのおともだち」のほかパワーアップした「メリおっと!たいそう」など盛りだくさんの10分番組。

### テレビ愛知エコキャンペーンCM
メリ夫がエコキャンペーンのマスコットキャラクターに採用されて以来、テレビ愛知ではメリ夫がアニメキャラクターで登場する15秒CMや、上記『メリおっと!たいそう』の収録現場と思われる園内からの15秒CM、わずか5秒間だけのCMなど様々なバージョンのCMが放送されている。2011年時点ではクレイアニメを用いた15秒CMが放送されているが、これにもメリ夫が登場する。
かつてテレビ東京系列局が編成していた『スキバラ』枠では、殆どの系列局が水曜19:00枠・木曜19:00枠のアニメへの繋ぎに20秒間のクロスプログラムを流す中、テレビ愛知はこのエコキャンペーンの15秒CMと『開運!なんでも鑑定団』あるいは『遊びに行こっ!』の5秒番宣に差し替えていた。『遊びに行こっ!』が『遊びに行こっ!〜旅するTV〜ホトチャンネル』へとリニューアルしてからは、替わって『CMのCM』の15秒CMと『レッツ!地デジ』の5秒CMを流すようになった。

## 備考
- メリ夫はあくまでもテレビ愛知エコキャンペーンのマスコットキャラクターであり、放送局自体のマスコットキャラクターではないということになっている。しかしながら、過去の在名民放局共同のイベントにおいてはテレビ愛知のキャラクターとして登場したこともある。ちなみに、現在のテレビ愛知のマスコットキャラクターはといろちゃんである。
- メリ夫の声は岩井美樹（NTB所属）が担当している。しかし、テレビ愛知制作の『声優バラエティー SAY!YOU!SAY!ME!』では声が付いていないキャラクターとして紹介されていた。着ぐるみは上原壮（NTB所属）が担当している。
- テレビ愛知の子会社であるテレビ愛知企画とティ・ヴィ・エー・ネットを通じて、メリ夫をモチーフにしたグッズの製作・販売が行われている。
- 過去に『TVチャンピオン』主催のゆるキャラ王選手権東海地区予選に出場したことがある（詳細）。本選に出場していなかったので、予選で敗退したものと思われる。